# اسرائیل پیکنز
اسرائیل پیکنز (به انگلیسی: Israel Pickens) سناتور سابق عضو حزب دموکرات ایالات متحده آمریکا بود. وی در سال ۱۸۲۶ میلادی سناتور ایالت آلاباما در سنای ایالات متحده آمریکا بود.